# Портрет Александра Владимировича Розена
«Портрет Александра Владимировича Розена» — картина Джорджа Доу и его мастерской, из Военной галереи Зимнего дворца.
Картина представляет собой погрудный портрет генерал-майора барона Александра Владимировича Розена из состава Военной галереи Зимнего дворца.
К началу Отечественной войны 1812 года полковник барон Розен был шефом Лейб-кирасирского Её Величества полка и участвовал во многих сражениях, за отличие при Бородино был произведён в генерал-майоры. Во время Заграничных походов 1813 и 1814 годов был во многих сражениях в Силезии, Пруссии, Саксонии и Франции.
Изображён в генеральском мундире, введённом для кавалерийских генералов 6 апреля 1814 года. Слева на груди звезда ордена Св. Анны 1-й степени; на шее крест прусского ордена Красного орла 2-й степени, по борту мундира кресты орденов Св. Владимира 3-й степени (надет с нарушением правил ношения, он должен располагаться на шее выше прусского ордена) и Св. Иоанна Иерусалимского; справа на груди крест ордена Св. Георгия 4-го класса, серебряная медаль «В память Отечественной войны 1812 года» на Андреевской ленте, крест австрийского Военного ордена Марии Терезии 3-й степени, бронзовая дворянская медаль «В память Отечественной войны 1812 года» на Владимирской ленте, крест сардинского ордена Св. Маврикия и Лазаря и шитый крест ордена Св. Иоанна Иерусалимского. Слева на фоне возле эполета подпись художника и дата: from nature by G Dawe 1823. Подпись на раме: Барон А. В. Розенъ 2й, Генералъ Маiоръ.
7 августа 1820 года Комитетом Главного штаба по аттестации барон Розен был включён в список «генералов, заслуживающих быть написанными в галерею» и 17 октября 1822 года император Александр I приказал написать его портрет. Розен в это время находился в отпуске за границей, по возвращении проездом через свое имение в Гродненской губернии в середине мая 1823 года приехал в Санкт-Петербург и встретился с Доу. Гонорар Доу был выплачен 27 ноября 1823 года. Готовый портрет поступил в Эрмитаж 7 сентября 1825 года. 
Долгое время считалось, что на портрете изображён барон Ф. Ф. Розен, соответственно его портрет считался портретом А. В. Розена. А. В. Кибовский отметил, что первым эту ошибку допустил А. И. Михайловский-Данилевский при публикации своего фундаментального труда «Александр I и его сподвижники», где якобы был напечатан портрет А. В. Розена с атрибуцией Ф. Ф. Розену. Однако это не так: Михайловский-Данилевский был лично знаком с обоими генералами и в его труде ошибки нет: портрет Ф. Ф. Розена атрибутирован верно. Однако далее эта ошибка распространилась на многие последующие публикации портретов этих двух генералов (например в книге А. А. Голомбиевского о Военной галерее, изданной великим князем Николаем Михайловичем, имеется неверная атрибуция портретов), в том числе утвердилась и в самом Эрмитаже. Путаница с портретами была устранена в 2001 году А. В. Кибовским, который произвёл анализ биографических фактов и наград обоих генералов и произвёл переатрибуцию портретов, которую поддержала и хранитель британской живописи в Эрмитаже Е. П. Ренне.